# Kiełkownik

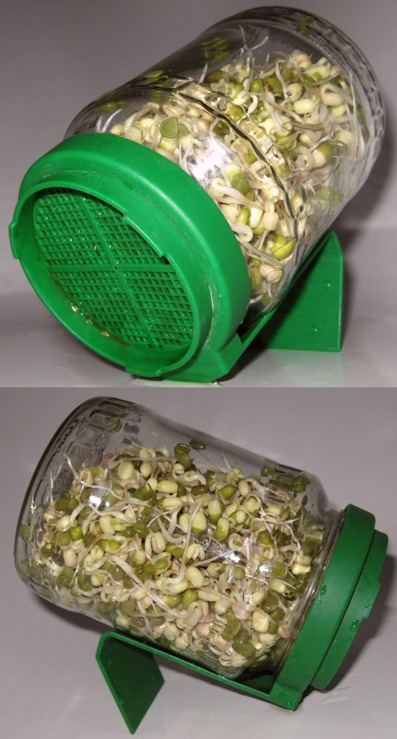
Kiełkowanie nasion fasoli złotej (mung) w słoju z przewiewnym zamknięciem

Kiełkownik (także: kiełkownica) – urządzenie doświadczalne w botanice, służące do określania zdolności kiełkowania nasion. Mianem kiełkownika można też określić miejsce (naczynie), w którym umieszcza się zamoczone nasiona celem wykiełkowania. Zwykle taki zestaw składa się ze zbiornika na wodę, kilku poziomów na kiełki oraz przykrycia (pokrywy). Najprostszym kiełkownikiem w warunkach domowych może być przezroczysty słoik.